# Cumberland (Iowa)
Cumberland è un comune degli Stati Uniti d'America, situato nello Stato dell'Iowa, nella contea di Cass.